# ステケーネ
ステケーネ（オランダ語発音: [ˈsteːkənə] ）は、ベルギーのオースト＝フランデレン州にある自治体である。1976年以降、 1976年以来、ケムゼク、クレイン＝シナイ、ステケーネの3つの町で構成されている。2007年7月1日時点のステケーネの総人口は、17,040人であった。総面積は44.80 km²で、当時の人口密度は1km²あたり376人である。 2018年初頭の人口は18,352人であった。ステケーネは、その面積の大部分が森林と農地で構成されているため、工業化されたフランドルの中において緑のオアシスとしての地位を確立している。アントワープから海岸までのE34道路は、自治体を通過し、また独自のアクセスもある。地域の別の部分では、 シント=ニクラースに接続するN403が通っている。

## 地理
ステケーネはオランダとの国境に位置するワースランド地方にあり、シント=ニクラースの北西10km、アントワープの西20kmに位置している。ステケーネは東でシント=ギリス・ワース、南でシント=ニクラース、西でムールベーケ、北でオランダの町フルストと接している。アントワープからは30.4キロメートル (18.9 mi)離れている。

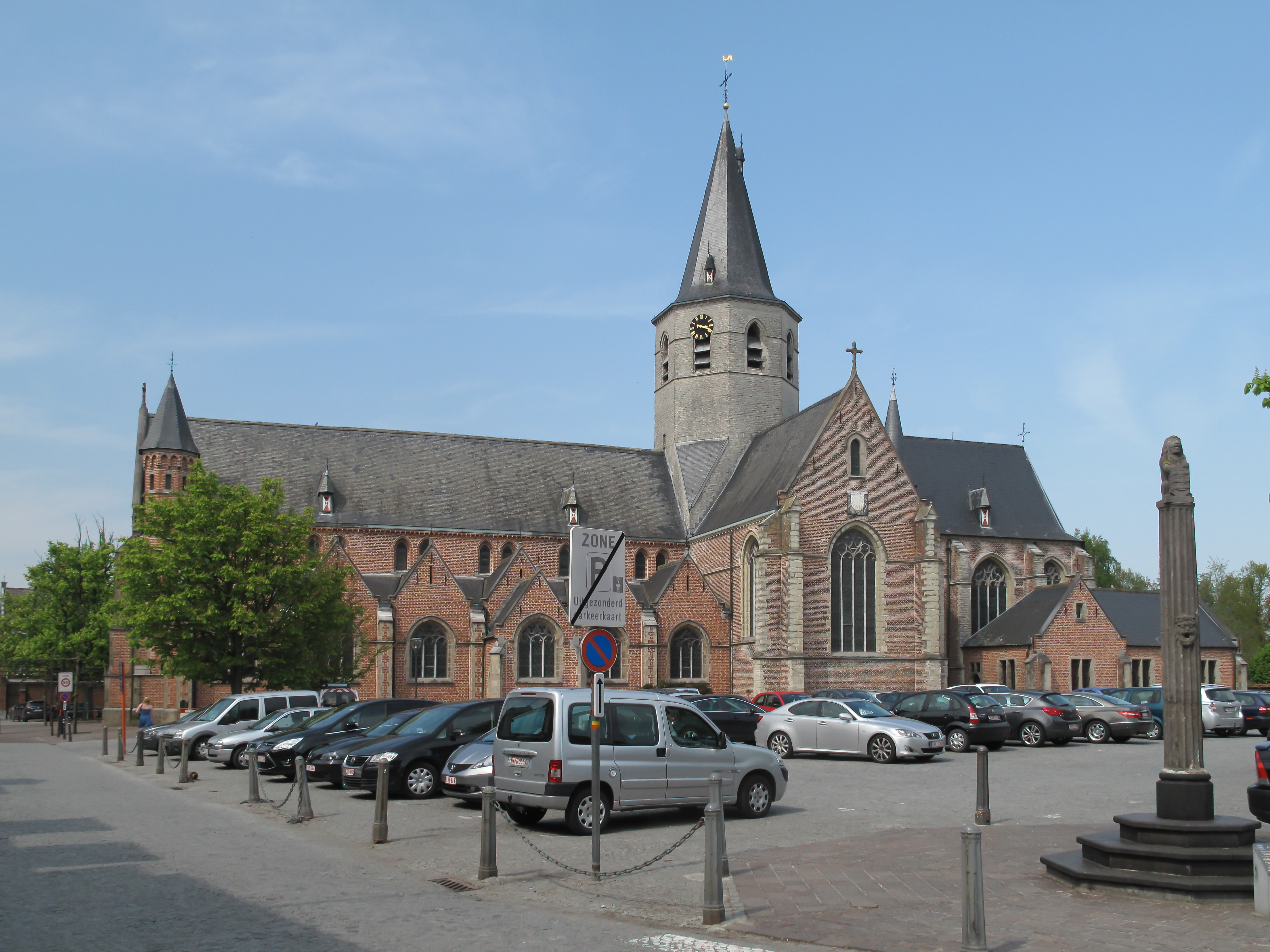
ステケーネの教会